# Джеф Хийли
Норман Джефри „Джеф“ Хийли (на английски: Norman Jeffrey Healey) (роден на 25 март 1966 г. в Торонто, Онтарио – † 2 март 2008 г. Торонто) е канадски блус, рок и джаз китарист, тромпетист и певец.

## Живот и кариера
На една година Хийли ослепява от ретинобластом (злокачествен тумор на ретината). Две години по-късно получава първата си китара, на която свири по необичаен начин: Хийли свири предимно седнал, положил инструмента върху бедрата си и свирейки на китарата като цитра. Хийли направи първата си публична изява на шестгодишна възраст. Докато стане тийнейджър, той вече е свирил в множество групи от различни жанрове. В Брантфорд (Канада) Хийли посещава училище за слепи, където свири на китара и тромпет в джаз групата на колежа. На четиринадесет години той вече има собствено радио шоу, в което избира песни от колекцията си от 25 000 записи. По-късно основава блус компанията Blue Directions.
През 1985 г. неговият идол Албърт Колинс кани Хийли на сесия и представление със Стиви Рей Вон; През 1986 г. свири с Би Би Кинг. Именно с подобни изпълнения той става известен в блус средите. През това време много от рок великите в Северна Америка се срещаt в неделните вечери в Grossman's Tavern в Торонто за джем сешъни. Хийли свири там, наред с други, Роби Робъртсън, Downchild Blues Band, Стиви Рей Вон и Боб Дилън. На такива сесии Хийли също се запознава с басиста Джо Рокман и барабаниста Том Стивън, с които основава Jeff Healey Band през 1986 г. Групата свири предимно традиционен блус рок, който е много добре приет от критиците. Изпълненията на живо на Хийли са популярни, защото той свири на китара, наред с други неща. играе със зъби, над главата или зад гърба му.
Джеф Хийли също беше на турне в годините преди смъртта си - с проекта Jeff Healey & The Jazz Wizards; В този проект той се отличава като тромпетист. Издадена е джазова плоча под заглавието It's Tight Like That . Последният му блус албум, Mess Of Blues, е издаден на 20 март 2008 г. от немския лейбъл Ruf Records.
На 25 март 2016 г. албумът Heal My Soul е издаден посмъртно, за да отбележи 50-ия му рожден ден. Съдържа дванадесет непубликувани досега заглавия.
Джеф Хийли почина вечерта на 2 март 2008 г. на 41 годишна възраст в болницата St. Joseph's Health Center в родния си Торонто от усложнения на ретинобластом. Той страда от болестта през целия си живот и тя също води до ранната му слепота. В последните години на Хийли туморът метастазира в белите му дробове и краката. Хийли оставя съпруга и две деца.

## Дискография
| See the Light          | 1988 |
| Road House Soundtrack  | 1989 |
| Hell to Pay            | 1989 |
| Feel This              | 1992 |
| Evil Blues             | 1993 |
| Cover to Cover         | 1995 |
| The Very Best of JHB   | 1998 |
| Get Me Some            | 2000 |
| Among Friends          | 2002 |
| Adventures in Jazzland | 2004 |
| Live At Montreux       | 2005 |
| It’s Tight Like That   | 2006 |
| Mess of Blues          | 2008 |
| Last Call              | 2010 |